# Южный горно-обогатительный комбинат
Южный горно-обогатительный комбинат (ЮГОК) — промышленное предприятие горно-металлургического комплекса Украины,  расположенное в Кривом Роге, на одноименном жилмассиве. Южный ГОК специализируется на добыче и обогащении бедных железных руд Кривбасса. ЮГОК — один из основных производителей железорудного сырья на Украине.

## История
Южный горно-обогатительный комбинат - первое предприятие среди стран Восточной Европы по добыче открытым способом и обогащению магнетитовых кварцитов с низким содержанием железа с получением железорудного концентрата и доменного агломерата. 
Южный ГОК построили в очень сжатые сроки. В 1952 году утвердили проектное задание, а уже 27 июля 1955 года произвели первую тонну концентрата (спустя 2 месяца – первую тонну агломерата). 
Годовая производительность первой очереди комбината по сырой руде составила 9 млн тонн, концентрата – 4 млн 446 тыс. тонн и агломерата – 2 млн 625 тыс. тонн. В 1961 году ввели в эксплуатацию вторую очередь предприятия. 
ЮГОК стал первооткрывателем в масштабах горнорудной отрасли страны. Трудом и упорством горняков комбинат доказывал жизнеспособность многих научных разработок, осваивал технологии и опробировал новое горно-обогатительное оборудование, которое еще вчера жило в умах инженеров и проектировщиков. 
Аналогичных предприятий в Восточной Европе не существовало. ЮГОК стал экспериментальной промышленной площадкой, где с ювелирной точностью оттачивалось мастерство буровзрывных работ и технологии обогащения руды. Спустя годы опыт Южного комбината стал незаменимым при вводе в эксплуатацию родственных предприятий по всей стране. 
Именно на Южном ГОКе впервые стали применять в карьере станки огневого и шарошечного бурения, внедрили короткозамедленное взрывание при проведении массовых взрывов, освоили многостадийную схему обогащения магнетитовых кварцитов, провели первые промышленные испытания обогащения окисленных руд, отработали принципиальную схему производства железорудных окатышей. 
ЮГОК стал настоящей кузницей высококвалифицированных кадров. Специалисты предприятия впоследствии «поднимали» строящиеся в 60-е годы криворожские ГОКи, занимали руководящие посты на других промышленных предприятиях и в госаппарате страны. 
Комбинату пришлось пережить разные времена – рекордных производственных показателей в 80-х годах, колоссального спада производства в 90-х и его стабилизации в 2000-х. 
Вплоть до начала полномасштабной вооруженной агрессии России против Украины Южный ГОК находился в стадии стремительного технологического подъёма. На предприятии реализовывалась долгосрочная инвестиционная программа, социальные проекты, которые давали повод говорить о ЮГОКе как об успешном, современном, социально ориентированном предприятии. В том числе, благодаря социальным инвестициям предприятия жилмассив Южный ныне – один из самых уютных и красивых уголков Кривого Рога. 
28 апреля 1950: Постановление Совета Министров СССР о строительстве ЮГОКа.
30 мая 1952: Постановление Совета Министров СССР об утверждении проектного задания на строительство комбината.
13 января 1953 — 7 мая 1953. Начало строительства:
- первый м³ вскрыши – 17 марта 1953 года;
- первый м³ котлована.

28 ноября 1956: Ввод в эксплуатацию 1-й очереди ЮГОКа с объёмом производства:
- сырой руды 9000 тыс тонн;
- концентрата 4446 тыс тонн;
- агломерата 2625 тыс тонн.

28 июня 1957: Ввод в эксплуатацию 2-й очереди ЮГОК-1 с объёмом производства агломерата 2625 тыс. т.
1 августа 1961: Ввод в эксплуатацию ЮГОК-2 с объёмом производства:
- сырой руды 9000 тыс тонн;
- концентрата 4600 тыс тонн.

25 декабря 1963 — 24 сентября 1965: Поэтапный ввод в эксплуатацию 3-й очереди строительства карьера на производительность 6000 тыс тонн сырой руды.
30 декабря 1967 — 29 ноября 1971: Поэтапный ввод в эксплуатацию 4-й очереди строительства карьера на производительность 6500 тыс тонн сырой руды.
30 декабря 1977 — 29 декабря 1981: Поэтапный ввод в эксплуатацию объектов 1-й очереди реконструкции и техперевооружения комбината на производительность 6500 тыс тонн сырой руды.
30 декабря 1979 — 3 ноября 1981: Поэтапный ввод в эксплуатацию объектов 2-й очереди реконструкции и техперевооружения комбината на производительность 3464 тыс тонн концентрата.
24 декабря 1984 — 25 августа 1996: Поэтапный ввод в эксплуатацию объектов по проекту «Вскрытие и подготовка северо-восточного участка карьера для поддержания мощности» на производительность 2500 тыс тонн сырой руды.
1996—2004: Поэтапное техническое перевооружение секций 11ч14 РОФ-2 для производства концентрата с массовой долей железа 65,3 % вместо 64,2 %.
23 марта 1990: Комбинат преобразован в арендное предприятие ЮГОК.
29 декабря 1994: Арендное предприятие преобразовано в ОАО «ЮГОК».
В январе-октябре 2016 года ЮГОК произвёл 9,253 млн. тонн концентрата.
В 2019 году производство Южного горно-обогатительного комбината достигло 12,26 миллиона тонн железорудного концентрата. Это позволило увеличить объемы производства железорудного концентрата до 965,1 тыс. тонн. В этом же году Общество с ограниченной ответственностью «Южный горно-обогатительный комбинат» преобразовано в Акционерное общество «Южный горно-обогатительный комбинат». В конце 2019 года ЮГОК вывел из эксплуатации собственный цех агломерации.
В 2020 году ЮГОК произвел 12 млн 800 тыс. тонн железорудного концентрата. В этом же году комбинат ввел в эксплуатацию первый в Украине комплекс сгущения пульпы.
В 2021 году объём производства на Южном ГОКе достиг 13 млн 500 тыс. тонн железорудного концентрата. 
В мае 2021 года Южный горно-обогатительный комбинат ввел в эксплуатацию новый БелАЗ с повышенной грузоподъемностью. Он способен перевозить 140 т железной руды вместо стандартных 130 т.

## Производство
Южный ГОК специализируется на добыче и обогащении бедных железистых кварцитов с получением железорудного концентрата марок КЗ и КЗВ.
Сырьевая база Южного горно-обогатительного комбината представлена Скелеватским месторождением магнетитовых железистых кварцитов. На предприятии используется циклично-поточная технология добычи руды с использованием автомобильного, железнодорожного и конвейерного транспорта. 
В состав комбината входит 23 структурных подразделения, в том числе 5 основных: 
1. Рудоуправление производственной мощностью по добыче руды 28,6 млн тонн в год.
2. Управление железнодорожного транспорта мощностью по объёмам перевозок горной массы на уровне 29,1 млн. тонн в год.
3. Управление дробильно-транспортного комплекса производственной мощностью по переработке руды 28 млн тонн в год.
4. Обогатительная фабрика №1
5. Обогатительная фабрика №2

Суммарная производственная мощность фабрик по состоянию на 2021 год составляет 13,5 млн тонн концентрата в год. 
***
Рудоуправление c 1953 года ведет комплекс вскрышных работ и добычу сырой руды Скелеватско-Магнетитового месторождения железистых магнетитовых кварцитов.
Проектная мощность карьера – 30 млн тонн руды в год.  
| Параметры карьера | Фактические | На конец отработки |
| Длина, метров     | 3000        | 3000               |
| Ширина, метров    | 2650        | 2650               |
| Глубина, метров   | 375         | 615                |

В состав Рудоуправления входит горнотранспортный цех и 12 производственных участков.  
Горнотранспортный цех обеспечивает транспортирование горной массы самосвалами БелАЗ из экскаваторных забоев на перегрузочные площадки. 
В составе цеха работают 2 колонны, участок по строительству и ремонту автодорог и ремонтная служба.
***
Управление железнодорожного транспорта обеспечивает перевозку вскрышных пород во внешние отвалы, руды на дробильную фабрику, прием грузов и материалов, приходящих на комбинат по железной дороге, формирует составы для погрузки и отправки готовой продукции. 
Развернутая длина железнодорожных путей составляет 270 км. Электрифицировано – 254,1 км. 
В состав УЖДТ входят 5 цехов и 2 службы.
***
Управление дробильно-транспортного комплекса (УДТК) -  осуществляет дробление и транспортировку руды из карьера на обогатительные фабрики, а скальной вскрыши - из карьера на перегрузочный пункт в район Левобережных отвалов. 
В состав УДТК входят:
- цеха №1 и №2 (рудный тракт) - производит дробление железной руды дробилками крупного (горизонт -90 метров и горизонт -210 метров), среднего и мелкого дробления с дальнейшей транспортировкой в бункера обогатительных фабрик №1и №2.  
- цех №3 (скальный тракт) - производит дробление скальной вскрыши дробилкой крупного дробления (горизонт -75 метров) и транспортировку на перегрузочный пункт в район Левобережного отвала. 
***
Рудообогатительная фабрика №1 производит товарный железорудный концентрат двух марок КЗ с массовой долей железа 65,86% и КЗВ с массовой долей железа 68%. На фабрике работают 8 технологических секций: секции №1-4 выпускают концентрат марки КЗ и секции №5-8 выпускают концентрат марки КЗВ. 
Существующая технологическая схема включает три стадии измельчения в шаровых мельницах и классификации, с введением дополнительный контрольной классификации в гидроциклонах и три стадии мокрой магнитной сепарации с последующим обезвоживанием (фильтрацией) железорудного концентрата. 
***
Рудообогатительная фабрика №2 производит товарный железорудный концентрат двух марок: КЗ с массовой долей железа 65,15% и КЗВ с массовой долей железа 68,0% - 68,5%. На фабрике в работе 8 технологических секций: четыре секции №1-4 по выпуску концентрата марки КЗ и четыре секции №11-14 по выпуску концентрата марки КЗВ. 
Технологическая схема секции №1-4 включает три стадии шарового измельчения и классификации, две стадии отделения шламов сливов гидроциклонов второй и третьей стадии классификации, четыре стадии мокрой магнитной сепарации с последующим обезвоживанием (фильтрацией) железорудного концентрата. Технология также включает две стадии контрольной классификации в гидроциклонах. 
Технологическая схема обогащения секций №11-14 модернизирована: внедрена контрольная классификация песков дешламатора второго приема в гидроциклонах. Схема предусматривает выпуск концентрата марки КЗВ и передачу песков контрольной классификации на группу секций №1-4 с последующей доводкой их до концентрата марки КЗ. 
***
Цех шламовых систем предназначен для принятия, транспортировки и складирования отходов обогащения в два шламохранилища «Первая карта» и «Войково», которые расположены в южной части промышленной площадки. 
Оба хвостохранилища по типу относятся к овражно-балочному, а по виду складирования хвостов обогащения – к «намывным». 
В 2021 году в цехе шламовых систем введен в эксплуатацию комплекс сгущения пульпы, который сокращает объем перекачиваемых в хвостохранилище шламов в 11 раз и уменьшает потребление электрической энергии до 40 процентов. Проект реализован впервые в Украине. 
По современным данным:
Площадь карьера: 570га , длина: 3000 метров , ширина: 2650 метров  , а глубина по замкнутому контуру 360 метров , с нагорной частью 425 метров
28 горизонтов , из них 19 в разработке.
Сырьевую базу комбината составляют кварциты Скелеватского месторождения, которое находится в центральной части Криворожского железорудного бассейна в районе замыкания Западно-Ингулецкой синклинали.
В среднем ЮГОК добывает 34 млн тонн горной массы в год, из них сырой руды 18 млн тонн/год.
С начала разработки карьера добыто свыше 1,57 миллиарда тонн руды.

## Собственники
В конце 2007 года крупнейший акционер Evraz (Россия), компания Lanebrook, купила 50% ЮГОКа вместе с другими активами украинской группы «Приват», в том числе принадлежащей Игорю Коломойскому.
На данный момент[когда?] основными акционерами АО «ЮГОК» считаются ЧАО «Смарт-холдинг» (Украина) и компании, входящие в состав группы Евраз.

## Потребители
- ПАО «Днепровский металлургический комбинат им. Дзержинского» г. Каменское.
- ЧАО «ЕВРАЗ — Днепровский металлургический завод» г. Днепр.
- ПАО «Металлургический комбинат "Азовсталь"» г. Мариуполь.Информация о ЮГОКеПамятный знак в честь 10-летия Южного ГОКа
- ОАО «Металлургический комбинат им. Ильича» г. Мариуполь.
- ОАО «Донецкий металлургический завод» г. Донецк.
- ОАО «Макеевский металлургический комбинат», г. Макеевка
- ОАО «Енакиевский меткомбинат» г. Енакиево
- Польша (меткомбинат ArcelorMittal Краков, меткомбинат Хута Катовице; меткомбинат Хута им. Т.Сендземира)
- Чехия (Тршинецкий металлургический завод)
- Словакия (меткомбинат U. S. Steel Košice)
- Сербия (меткомбинат Hesteel Serbia Iron & Steel)
- Болгария (меткомбинат Кремиковцы АД)
- Румыния (меткомбинат Galați)
- Австрия (меткомбинат Voestalpine).

## Трудовой коллектив
В 2013 году директором назначен Федин, Константин Анатольевич.